# Bimbo (chanteur)
Pour les articles homonymes, voir Bimbo (homonymie).
Moeterauri Tetua, dit Bimbo, né le 14 septembre 1916 et mort le 30 mai 1986 à Papeete en Polynésie française, est un auteur-compositeur-interprète de variétés polynésiennes, guitariste, contrebassiste, joueur d'ukulélé, d'harmonica, et de guimbarde, percussionniste et sculpteur.

## Biographie
Moeterauri Tetua est né à Papeete le 14 septembre 1916 et est adopté par la princesse Teriimaevarua Pomare, descendante de la dynastie des Tamatoa, qui régnait sur les îles de Ra'iātea, Taha'a, Huahine, et Pora Pora de l'actuel archipel de la Société jusqu’en 1857. Il est élevé dans la famille royale, à Arue, au sein de laquelle il passe toute son enfance. Il développe un talent musical très précoce grâce aux nombreux musiciens qui sont dans son entourage familial. Dès 1929, il fait partie d'un orchestre et prend ainsi part aux fêtes du Heiva. En 1932, il commence une carrière de musicien professionnel dans les hôtels et les bars de Tahiti, tels l'Hôtel Tiare, l'Hôtel Aina Pare ou le bar Au Col Bleu. À cette époque, il est aussi boxeur amateur et, du haut de son mètre quatre-vingt-dix, il est surnommé "Bimbo" par tous ses partenaires qui ont l'habitude de le frapper sur la poitrine.
En octobre 1941, Bimbo rejoint les Forces françaises libres en s'enrôlant dans la Marine sous le nom de Moe Pateamai. Il est affecté comme matelot mécanicien à bord du bâtiment Cap des Palmes, bananier saisi par les Forces françaises libres à Libreville au Gabon en novembre 1940 et tout juste arrivé à Papeete. Le Cap des Palmes repart de Tahiti le 21 octobre, avec à bord le capitaine de vaisseau d'Argenlieu qui se dirige vers Nouméa. Le bâtiment passe l'essentiel des mois suivants jusqu'en octobre 1942 dans des missions de ravitaillement et de transport de matériels et de militaires dans le Pacifique sud entre la Polynésie, Wallis-et-Futuna, les Fidji, les Nouvelles-Hébrides, la Nouvelle-Calédonie et Sydney. En novembre 1942, le bâtiment arrive aux chantiers navals de Mare Island près de San Francisco en Californie pour y être transformé en croiseur auxiliaire. À l'issue de sa conversion en mai 1943, le bâtiment est affecté à la IIIe Flotte américaine, où il assure des missions d'escorte et de combat qui le mèneront à Guadalcanal aux Îles Salomon en novembre 1943, d'où les Alliés lancent leurs opérations contre les Japonais en Nouvelle-Guinée. En avril 1944, le Cap des Palmes retourne à San Francisco pour entretien et réparation et reprend ses missions entre le Pacifique sud et la Nouvelle-Guinée, d'août 1944 à avril 1945. En mai 1945, il quitte définitivement le Pacifique et rejoint Toulon après un certain nombre d'escales, notamment à Sydney, Melbourne, Tamatave, Diego Suarez, Aden ou Port-Saïd. Il repart de Toulon en septembre 1945 et passe successivement par Oran et Brest avant d'arriver à Saint-Nazaire pour entrer en grand carénage. L'engagement de Bimbo dans les Forces navales françaises libres en 1941 lui vaut officiellement le titre de Français libre.
Bimbo séjourne alors en France pendant quelques mois. En 1945, il fait ainsi la connaisssance du musicien de jazz Django Reinhardt. Il rencontre aussi Andrée Teissot (1908-1998), avec laquelle il se marie en 1946 à La Seyne-sur-Mer. Elle partagera toute sa vie avec lui et ils auront trois enfants.
De retour à Tahiti en 1946, le public de Papeete le retrouve à l’hôtel Les Tropiques, hôtel fameux qui aurait été fréquenté en leur temps par Paul Gauguin et Marlon Brando,  mais il se produit surtout pendant dix ans au Quinn's,, boîte légendaire restée en activité jusque dans les années 1970. C'est là qu'il fait connaissance d'Eddie Lund et de Gaston Guilbert (1907-1992), pionniers des enregistrements musicaux en Polynésie. C'est Eddie Lund qui produit ses premiers succès sur disque dès 1954.
Cette année-là, Bimbo croise le chemin d'Yves Roche, qui joue alors au Zizou Bar à Papeete. Les deux hommes se lient d'amitié et ne se sépareront plus. Yves Roche crée de nombreux groupes avec Bimbo, comme Trio Jazz Polynésien ou Tahiti Jazzy Quartet, dans lesquels jouent aussi Jean-Pierre Vincent et Jean-Claude Bourdelon. De son côté, Bimbo crée le groupe Les Royal Tahitians, connu aussi sous le nom de The Royal Tahitians, avec lesquels il fera la plupart de sa carrière aux États-Unis et en Polynésie.
En 1956, il va s'installer à Honolulu pour se produire avec son groupe à l'hôtel Hawaiian Village. Il suit ainsi les traces de nombreux chanteurs et danseurs polynésiens de cette époque, partis tenter l'aventure américaine durant l'essor de la "culture tiki". Il revient à Tahiti en 1957 et, aux côtés d'Yves Roche, chante dans divers endroits de l’île : l'Hôtel Tahiti, le Bounty, le Royal Tahitien, le Matavai, la Chaumière ou encore le fameux restaurant Chez Michel et Éliane. Multiple instrumentiste, il a néanmoins une prédilection pour la contrebasse, l'harmonica et la guimbarde. Ces derniers instruments confèrent à ses orchestrations un son particulier et un style original, que le public nomme "Tamouré Bimbo" et qui est aussi le titre d'un de ses succès.
En plus de la musique, Bimbo se révèle être aussi un sculpteur remarquable. Il réalise de nombreux instruments de musique et de nombreuses œuvres en bois. C'est à cette activité artistique qu'il se consacre de plus en plus à partir des années 1960. Il décède le 30 mai 1986 à Papeete.
Bimbo est l'auteur et parfois l'auteur et le compositeur de quelques dizaines de chansons. La plupart de ses textes sont des transmissions biographiques ou des témoignages sur la vie quotidienne à Tahiti dans les années 1950 et 1960. Ses chansons les plus connues, comme, par exemple, "Te Matete", qui parle du marché de Papeete, "Haere Ana Oe I Hea", qui parle d'une épouse délaissée, "Vahine Anamite" ou encore "Titapu", deux tamourés avec des accompagnements joués à l'harmonica et à la guimbarde, sont aujourd'hui des classiques de la musique polynésienne.
En 2001, la poste de Polynésie française émet un timbre commémoratif en hommage à
"Bimbo" dans la série "Célébrités de la chanson polynésienne". En 2017, le spectacle Tahiti 1917, qui retrace les carrières de quelques pionniers de la musique polynésienne comme George Tautu Archer, Augie Goupil, Bimbo et d'autres au travers d'extraits de films et de chansons, est présenté pour la première fois au public de Tahiti à Papeete.

## Influences et collaborations musicales

### Influences
- Musique polynésienne
- Musique hawaïenne
- Musique américaine (jazz)

### Collaborations
Bimbo a travaillé pendant de longues années avec Yves Roche et a écrit les textes de nombreuses chansons composées par celui-ci, généralement signées de son nom, Moeterauri Tetua.

## Discographie
Bimbo a enregistré de très nombreux albums sur disques en vinyle en 33 tours, super 45 tours et 45 tours. Ils sont aujourd'hui très rares sur le marché de l'occasion. En format numérique, ses œuvres sont aujourd'hui uniquement disponibles en compilations, en particulier, sur le label Manuiti d'Yves Roche. Les disques répertoriés ci-après comprennent des morceaux interprétés ou co-interprétés par Bimbo ou bien par un groupe dont Bimbo était membre.

### Albums originaux

#### 78 tours
- To To To E – Tiare (Tahiti 140) : "To To To E" en face A est interprété par Bimbo avec L'Orchestre Quinn's Tahitian Hut et "Tiare" en face B est interprété par Mila

#### Super 45 tours, 45 tours
- 1958 : To To To E – Tiare (Tahiti 179) : "To To To E" en face A est interprété par Bimbo avec L'Orchestre Eddie Lund et "Tiare" en face B est interprété par Mila
- Kilakila Haleakala – Tupapau – Ah Soy Vahine – Vas t'en toi (Manuiti 4165) : par Bimbo

#### 33 tours
- 1954 : Rendezvous In Tahiti (Decca DL-8189, Festival FL-7134, Tahiti EL-1002) : disque de douze morceaux par Eddie Lund and His Tahitians comprenant les chansons "Mama Iti E Papa E" et "Aore Tapoi To Te Penu" créditées à Eddie Lund and His Tahitians featuring Bimbo
- 1979 : Bimbo (Manuiti 3037) : par Bimbo
- Tahiti Jazzy (Manuiti) : par Tahiti Jazzy Quartet

### Compilations anciennes
- Tahiti Dream Island (Capitol TAO 10281, Reo Tahiti RT 540) : album enregistré par Gaston Guilbert featuring Morito Tauroa, Eugène, Loma, Maeva, Bimbo, Lafine, Léonard, Félicie and Diana
- 1977 : Airs de fêtes tahitiennes – Chants de pirogues (Manuiti 3027) : disque de douze morceaux comprenant les titres "Otuitui Ta'u Mafatu", "Oe Hinano", "Taurua No Tiurai" et "Papio"  interprétés par Les Royal Tahitians

### Compilations modernes
- Escale à Tahiti – A Journey To Tahiti (Playa Sound PS 64501) : disque de vingt-trois morceaux comprenant la chanson "Aue Te Vahine Popaa" interprétée par Bimbo
- Chants et rythmes du Pacifique du Sud – South Pacific Songs And Rhythms (Sunset SA 141072) : disque de trente morceaux comprenant les chansons "I Vai Ufaufa", "Titapu", "Hilo E" et "Ute Na Faraoti Tane" interprétées par Bimbo
- 1984 : Tamure tonic (Manuiti 3048, Playa Sound PS 3048) : disque de vingt-quatre morceaux comprenant la chanson "Titapu" interprétée par Bimbo
- 1990 : Polynesia! – Native Songs And Dances From The South Seas (Manuiti 65053, Playa Sound PS 65053) : par Charley Mauu et Les Royal Polynesians et Bimbo et Les Royal Tahitians
- 2002 : Te Maitai O Bimbo (Manuiti S 65837) : disque comprenant dix-huit chansons interprétées par Bimbo entrecoupées de seize anecdotes racontées par Bimbo